# Quijotesco

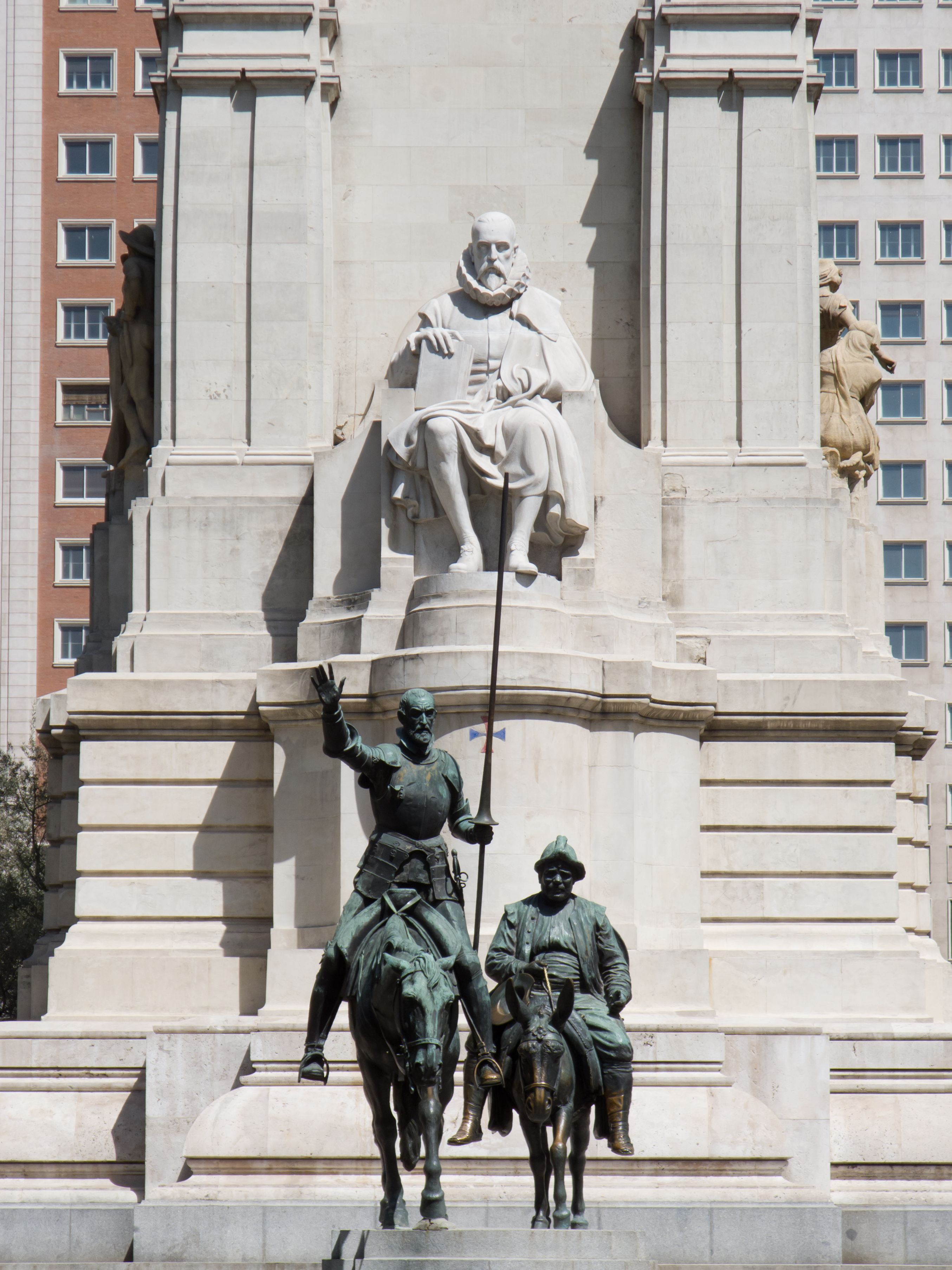
Don Quijote y Sancho en el Monumento a Cervantes, Madrid.

Quijotesco, quijotismo y quijotería son adjetivos relacionados con el protagonista de la novela de Miguel de Cervantes, Don Quijote de la Mancha, editada en 1605. En el uso literario, define al personaje que no diferencia la realidad de la fantasía.

Tanto en el uso popular como el intelectual o más académico califican o describen lo característico del tema o individuo cuyo comportamiento o contenido remedan las aventuras o la psicología del antihéroe cervantino. Así, será quijotesca cualquier empresa fantasiosa o ficticia, inspirada por nobles sentimientos y caracterizada por los desastrosos resultados. Y serán quijotes todos aquellos que inspirados por lecturas de fantasía o ficción, emprendan o acometan empresas imposibles.
Por extensión, estos adjetivos también definen el comportamiento de la persona que de forma desinteresada y comprometida se embarque en la actividad de supuestas causas justas o con imaginarios nobles propósitos; o, de forma general, a un comportamiento idealista o poco pragmático.